# Antimajdan

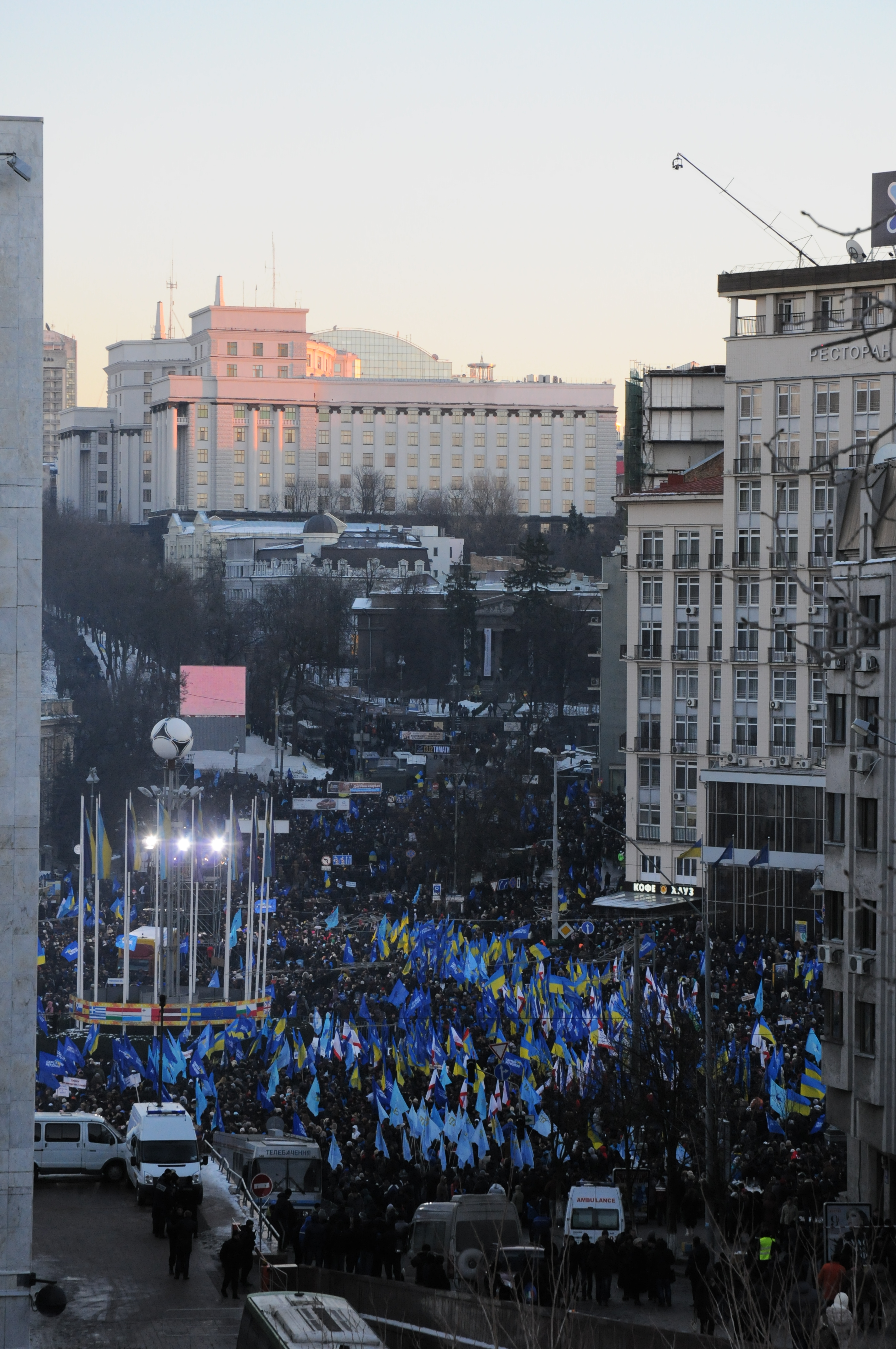
Provládní demonstrace na Evropském náměstí, 14. prosince 2014

Antimajdan byla série provládních demonstrací na Ukrajině, probíhající paralelně k protestnímu hnutí Euromajdan. 25. listopadu 2013 se uskutečnila v Kyjevě demonstrace na podporu vlády premiéra Mykoly Azarova, prezidenta Viktora Janukovyče a pro blízké vazby s Ruskem. Této demonstrace se zúčastnilo asi 10 000 lidí. Byla to reakce na velké protivládní hnutí na Ukrajině. Po úspěchu hnutí Euromajdan, který vyústil v sesazení prezidenta Viktora Janukovyče a nastolení přechodné vlády Arsenije Jaceňuka přerostly protesty v proruské nepokoje na Ukrajině 2014. Poté se uskutečnila anexe Krymu Ruskou federací a začala válka na východní Ukrajině.

## Antimajdan v Rusku
V lednu 2015 bylo i v Rusku zaregistrováno hnutí Antimajdan na podporu sesazené Janukovyčovy ukrajinské vlády. 21. února 2015, na první výročí svržení ukrajinského prezidenta Viktora Janukovyče, uspořádalo toto hnutí demonstraci v Moskvě, které se zúčastnilo přes 20 000 lidí. Ti demonstrovali proti nové ukrajinské vládě.